# Fran Manzanara
Francisco Jesús López de la Manzanara Delgado, noto semplicemente come Fran Manzanara (La Solana, 12 settembre 1996), è un calciatore spagnolo, centrocampista del Racing Ferrol.

## Caratteristiche tecniche
È un mediano.

## Carriera
Ha esordito in Primera División il 24 novembre 2018 disputando l'incontro pareggiato 2-2 contro l'Huesca.

## Statistiche
Statistiche aggiornate al 18 maggio 2019.

### Presenze e reti nei club
| Stagione        | Squadra           | Campionato      | Campionato | Campionato | Coppe nazionali | Coppe nazionali | Coppe nazionali | Coppe continentali | Coppe continentali | Coppe continentali | Altre coppe | Altre coppe | Altre coppe | Totale | Totale | Totale |
| Stagione        | Squadra           | Comp            | Pres       | Reti       | Comp            | Pres            | Reti            | Comp               | Pres               | Reti               | Comp        | Pres        | Reti        | Pres   | Reti   |        |
| --------------- | ----------------- | --------------- | ---------- | ---------- | --------------- | --------------- | --------------- | ------------------ | ------------------ | ------------------ | ----------- | ----------- | ----------- | ------ | ------ | ------ |
| 2014-2015       | Atlético Madrid C | TD              | 34         | 1          |                 | -               | -               |                    | -                  | -                  |             | -           | -           | 34     | 1      |        |
| 2015-2016       | Jumilla           | SDB             | 35         | 2          | CR              | 1               | 0               |                    | -                  | -                  |             | -           | -           | 36     | 2      |        |
| 2016-2017       | Levante B         | SDB             | 33         | 0          |                 | -               | -               |                    | -                  | -                  |             | -           | -           | 33     | 0      |        |
| 2017-2018       | Levante B         | TD              | 37         | 1          |                 | -               | -               |                    | -                  | -                  |             | -           | -           | 37     | 1      |        |
| 2018-2019       | Levante B         | SDB             | 30         | 1          |                 | -               | -               |                    | -                  | -                  |             | -           | -           | 30     | 1      |        |
| 2018-2019       | Levante           | PD              | 4          | 0          | CR              | 0               | 0               |                    | -                  | -                  |             | -           | -           | 4      | 0      |        |
| Totale carriera | Totale carriera   | Totale carriera | 173        | 5          |                 | 1               | 0               |                    | -                  | -                  |             | -           | -           | 174    | 5      |        |